# 梁北镇
梁北镇，是中华人民共和国河南省禹州市下辖的一个乡镇级行政单位。

## 行政区划
梁北镇下辖以下地区：
郭村、梁北村、砖桥村、杜岗寺村、大白庄村、铁李村、箕啊村、军张村、彭庄村、黑龙庙村、大席店村、陈口村、苏王口村、半坡店村、罗坡村、余楼村、董村、赵桥村、杨村、秦村、刘垌村、苏沟村、杨园村、双庙村和董村店村。